# Catopta sikkimensis
Catopta sikkimensis is een vlinder uit de familie van de houtboorders (Cossidae). De wetenschappelijke naam van de soort werd als Cossus sikkimensis voor het eerst geldig gepubliceerd in 1965 door Arora.